# M39 Enhanced Marksman Rifle
M39 Enhanced Marksman Rifle (M39 EMR) — полуавтоматическая марксманская винтовка под патрон 7,62×51 мм НАТО. Автоматика основана на отводе пороховых газов из канала ствола. Является модифицированным вариантом М14. Конструкция M39 EMR базируется на основе United States Marine Corps Designated Marksman Rifle, для замены которой она и проектировалась. Предназначалась для марксманов морской пехоты США.
Базовая часть винтовки (то есть без оптического прицела, магазина, чистящих принадлежностей, глушителя, сошек) весит 5,9 кг или меньше.
Имеет сходство с Mk 14 Enhanced Battle Rifle.

## Особенности
Есть несколько известных различий между М39 и United States Marine Corps Designated Marksman Rifle:
- Металлический приклад регулируется по длине и высоте. Пистолетная рукоятка перестроена для лучшего сцепления.
- MIL-STD-1913 планка Пикаттини позволяет использовать всевозможные военные оптические приспособления, совместимые с ней. Сюда входит большое количество соответствующих приборов (ПНВ, тепловизоры, оптические прицелы).
- Прицел M8541 Scout Sniper Day Scope (SSDS), первоначально разработанный для M40A3, выпускается в комплекте.
- Модифицированные сошки Harris S-L.

## Применение
M39 EMR создана для использования её марксманами. В отличие от предшественников, винтовка удовлетворяет потребность в лёгкой и точной системе оружия под патрон 7,62×51 мм НАТО. Помимо обычных марксманов, используется сапёрами и разведчиками-снайперами Корпуса морской пехоты США, когда в операции требуется быстрый точный огонь. С начала 2012 года Корпус морской пехоты начал замену M39 EMR на M110 один к одному.